# Piaggio P.119
Die Piaggio P.119 war ein einsitziges Jagdflugzeug, das bei Piaggio in Italien entwickelt wurde.

## Entwicklung
Giovanni Casiraghi, Chefkonstrukteur bei Piaggio, begann 1939 mit der Konstruktion der Maschine. Er untersuchte eine Reihe von zu erwartenden Problemen mit der Piaggio P.118. Die erstmals am 19. Dezember 1942 am Werkflughafen in d’Albegna geflogene P.119 war ein einsitziger Tiefdecker, der komplett in Metallbauweise mit sehr schlankem Rumpf ausgeführt war. Der Motor Piaggio P.XV, ein Zweireihen-Sternmotor, war im Rumpf hinter dem geschlossenen Cockpit eingebaut; der Propeller wurde durch eine Fernwelle angetrieben. Diese Auslegung war sehr ähnlich der amerikanischen Bell P-39. Der Lufteinlass befand sich unter dem Rumpf kurz vor dem Tragflächenansatz. Casiraghi legte großen Wert auf eine Reihe fortschrittlicher Merkmale, wie zum Beispiel eine möglichst geringe Zahl an Komponenten, um eine leichte Produktion zu erreichen. Die Tankkapazität war größer als bei anderen Jagdflugzeugen dieser Zeit. Die geplante Bewaffnung waren vier im Bug montierte 12,7-mm-MG und eine 20-mm-Kanone.
Die P.119 sollte zur Serie 5 moderner italienischer Jagdflugzeuge wie die Macchi MC.205, Fiat G.55 und Reggiane Re.2005 gehören. Da sie aber etwas später fertig wurde, fand keine Bewertung durch die Regia Aeronautica mehr statt.
Bei Testflügen wurde eine Geschwindigkeit von 640 km/h erreicht. Das Triebwerk verursachte mit der verlängerten Welle jedoch starke Vibrationen, die nicht beseitigt werden konnten. Nach einem an sich leichten Landeunfall am 2. August 1943 wurde das Projekt daher aufgegeben.

## Technische Daten
| Kenngröße             | Daten                                                |
| --------------------- | ---------------------------------------------------- |
| Länge                 | 9,7 m                                                |
| Spannweite            | 13,0 m                                               |
| Höhe                  | 2,9 m                                                |
| Leermasse             | 2.438 kg                                             |
| Startmasse            | 4.091 kg                                             |
| Höchstgeschwindigkeit | 640 km/h                                             |
| Reichweite            | 1.500 km                                             |
| Dienstgipfelhöhe      | 12.603 m                                             |
| Triebwerk             | 1 × Piaggio P.XV mit 1.650 PS (1.214 kW)             |
| Bewaffnung            | 4 × 12,7-mm-MG Breda-SAFAT, 1 × 20-mm-MK Breda-SAFAT |